# Scott Clifton
Scott Clifton Snyder (ur. 31 października 1984 w Los Angeles) – amerykański aktor telewizyjny i filmowy rosyjskiego i szkockiego pochodzenia.

## Życiorys

### Wczesne lata
Urodził się w Los Angeles w stanie Kalifornia jako syn Rona i Faye Snyderów. Dorastał w Wielkim Los Angeles w regionie Południowej Kalifornii, łącznie z Santa Clarita Valley i San Fernando Valley.

### Kariera
W wieku 16 lat zaczął grać w reklamach. Grywał także role w takich serialach jak Roswell: W kręgu tajemnic (Roswell, 2001) czy Potyczki Amy (Judging Amy, 2002). Stał się znany z dwóch oper mydlanych ABC: Szpital miejski (General Hospital, 2003-2007) w roli Dillona Quartermaine'a i Tylko jedno życie (One Life to Live, 2009–2010) jako Schuyler Joplin.
21 maja 2010 roku przyjął rolę Liama Spencera, syna Billa Spencera Jr. (Don Diamont), w operze mydlanej CBS Moda na sukces (The Bold and the Beautiful), która przyniosła mu dwie nagrody Daytime Emmy w 2011 i 2013 roku.
W 2009 roku poznał Nicole Lampson, z którą się zaręczył 17 września 2011. Para wzięła ślub 20 października 2012. Na ich weselu uczestniczyli także inni aktorzy z Mody na sukces, w tym John McCook, Don Diamont, Ronn Moss, Adam Gregory i Jacqueline MacInnes Wood.

## Filmografia

### Filmy fabularne
- 2002: Błąd ostateczny (Terminal Error) jako Jock
- 2004: Lato w Arizonie (Arizona Summer) jako Brooke
- 2006: The Death Strip (film krótkometrażowy) jako Mike Kohler

### Seriale TV
- 2001: Rozbieranie (Undressed) jako Caleb
- 2001: Roswell: W kręgu tajemnic (Roswell) jako Evan
- 2002: Potyczki Amy (Judging Amy) jako Thomas Delancey
- 2003–2007: Szpital miejski (General Hospital) jako Dillon Quartermaine
- 2009–2010: Tylko jedno życie (One Life to Live) jako Schuyler Joplin
- od 2010: Moda na sukces (The Bold and the Beautiful) jako Liam Spencer